# 內蒙古河流列表
內蒙古河流列表，列舉全部或部分在內蒙古自治區境內的河流，並依照流域排列；支流則由河口至源頭排序。

## 黃河水系
- 黃河
  - 無定河
    - 紅柳河：跨省區河流，上、下游位於陝西境內，中游兩度流入內蒙古境內。

  - 窟野河
    - 烏蘭木倫河：跨省區河流，下游位於陝西境內。

  - 渾河
    - 蒼頭河：跨省河流，上游位於山西境內。

  - 烏加河
  - 都思兔河：跨區河流，下游為內蒙古、寧夏界河。

## 海河水系
- 海河
  - 永定河
    - 洋河
      - 東洋河：跨省河流，下游位於河北境內。

## 灤河水系
- 灤河
  - 閃電河：跨省區河流，上、下游位於河北境內。

## 大凌河水系
- 大凌河
  - 牤牛河：跨省區河流，下游位於遼寧境內。

## 遼河水系
- 遼河
  - 柳河：跨省區河流，下游位於遼寧境內。
  - 東遼河：跨省區河流，下游最末段位於遼寧境內，往上為內蒙古、遼寧界河，中、上游位於吉林境內。
  - 西遼河：跨省區河流，下游分屬遼寧、內蒙古、吉林，中、上游位於內蒙古境內。
    - 新開河：跨省區河流，下游最末段為內蒙古、吉林界河，其餘位於內蒙古境內。
      - 烏爾吉木倫河

    - 西拉木倫河
    - 教來河
    - 老哈河：跨省區河流，上游位於河北境內，中游一度為內蒙古、遼寧界河。
      - 羊腸子河
      - 小崩河：跨省區河流，上游位於遼寧境內。（下游為季節性河流）
      - 英金河
        - 錫伯河
          - 陰河：跨省區河流，上游位於河北境內。
            - 西路嘎河：跨省區河流，上游位於河北境內。

## 黑龍江水系
- 黑龙江：跨國河流
  - 松花江
    - 嫩江：跨省區河流，源流位於內蒙古境內，上游為內蒙古、吉林界河，中、下游位於吉林境內，但有一小段為內蒙古、吉林界河。
      - 霍林河：跨省區河流，下游位於吉林境內。（下游為季節性河流）
      - 洮兒河：跨省區河流，下游位於吉林境內。
        - 交流河：跨省區河流，下游位於吉林境內。
        - 歸流河

      - 綽爾河：跨省區河流，中游為內蒙古自治區、黑龍江省界河。
      - 雅魯河：跨省區河流，下游位於黑龍江省境內，最末段為內蒙古自治區、黑龍江省界河。
      - 阿倫河：跨省區河流，下游位於黑龍江省境內。
      - 諾敏河：跨省區河流，下游最末段為內蒙古自治區、黑龍江省界河。
        - 畢拉河

      - 甘河
        - 奎勒河

      - 多布庫爾河
      - 南瓮河

  - 额尔古纳河：跨國河流，中國、俄羅斯界河。
    - 激流河
    - 根河
    - 海拉尔河
    - 烏爾遜河：跨國河流，最上游一小段位於蒙古國境內。
      - 貝爾湖：跨國湖泊，除西北部狹長湖區外，均位於蒙古國境內。
        - 哈拉哈河：跨國河流，除源流一小段位於內蒙古境內，上游及中游各有一段為內蒙古、蒙古國界河，其餘位於蒙古國境內。

    - 克魯倫河：跨國河流，上游位於蒙古國境內

## 內流區
- 額濟納河（黑河）：跨省區河流，上游位於甘肅、青海境內。
- 塔布河
- 烏拉蓋爾河